# Sarcosaurus
Sarcosaurus (лат.) — род тероподных динозавров, ископаемые остатки которого обнаружены в отложениях на границе геттангского и синемюрского ярусов нижней юры. Длина бедренной кости составляет 48 см. Является одним из самых ранних теропод юрского периода и один из немногих родов теропод, которые процветали в этот период.

## История изучения
Окаменелости были обнаружены в нижнем лиасе в Лестершире (Англия). Типовой вид Sarcosaurus woodi, который был впервые описан Чарльзом Уильямом Эндрюсом в 1921 году по остаткам костей тазового пояса, позвонкам и верхней части бедра. Второй описанный в этом роде вид Sarcosaurus andrewsi в ревизии 2021 года был признан синонимом типового вида.